# 12500 Desngai
12500 Desngai eller 1998 FB49 är en asteroid i huvudbältet som upptäcktes den 20 mars 1998 av LINEAR i Socorro County, New Mexico. Den är uppkallad efter Desmond Ngai.
Asteroiden har en diameter på ungefär 3 kilometer.